# Johann Philipp Bendeler
Johann Philipp Bendeler (getauft 20. November 1654 in Riethnordhausen bei Erfurt; † 26. Dezember 1709 in Quedlinburg) war ein deutscher Organist und Orgeltheoretiker.

## Leben
Bendeler war der Sohn des Feldpredigers und späteren Pastors Justus Bendeler. Mit 27 Jahren bekam Bendeler 1681 eine Anstellung am Gymnasium in Quedlinburg als Collega nonus. 1687 avancierte er zum Collega quintus und wirkte dort auch als Kantor. Dieses Amt hatte für den Rest seines Lebens inne.
Im Alter von 55 Jahren starb Johann Philipp Bendeler am 26. Dezember 1709 in Quedlinburg. Beim Orgelspielen in der Schlosskirche erlag er einem Schlaganfall.
Als Orgeltheoretiker machte sich Bendeler mit seiner Organopopeia einen Namen. Er beschäftigte sich u. a. mit dem Problem der Temperatur und er trat für die Verteilung des Kommas (unterschiedliche Schwingungen beinahe gleich hoher, aber auf verschiedenem Weg errechneter Töne) auf drei Quinten ein. Georg Andreas Sorge wurde hierin einer seiner größten Kritiker.
Sein Directorium musicum lässt heute noch ahnen, dass Bendeler einige Streitigkeiten mit der Schulleitung auszustehen hatte.

## Werke
- Aerarium melopoeticum. - Nürnberg : s.n., 1688
- Directorium musicum. - Quedlinburg : s.n., 1706
- Organopopeia. - Leipzig : s.n., 1690
- Planimetria practica. - Quedlinburg : s.n., 1700
- Redlich bezahlte Schuld oder gründlichst ausgeführte Quadratura circuli. - Frankfurt : s.n., 1700